# Wielki festiwal w Tarija
Wielki festiwal w Tarija (hiszp. Fiesta Grande de Tarija) – coroczne święto ku czci św. Rocha odbywające się w sierpniu i wrześniu w mieście Tarija położonym w departamencie Tarija, w południowej Boliwii, wpisane w 2021 roku na listę reprezentatywną niematerialnego dziedzictwa kulturowego ludzkości UNESCO.

## Charakterystyka
Korzenie festiwalu w mieście Tarija sięgają okresu kolonialnego, kiedy to mieszkańcy masowo wznosili modły do św. Rocha o uleczenie chorób i zakończenie epidemii oraz otoczenie bliskich swoim wstawiennictwem i opieką. Źródłem tradycji jest religia i wiara przekazywane w miejscowej, głównie katolickiej, społeczności oraz w rodzinach z pokolenia na pokolenie. Święto związane jest także z kalendarzem rolniczym środkowej Doliny Tarija, odbywa się bowiem pod koniec zimy, kiedy ma miejsce pierwszy siew (misk’a) w nowym sezonie upraw.
Wielki festiwal w Tarija obejmuje cztery wydarzenia: dzień wspomnienia św. Rocha (16 sierpnia), pierwszą niedzielę września, kiedy przypada oficjalne rozpoczęcie święta, drugą niedzielę września, która kończy oktawę oraz wtorek po oktawie, kiedy to festiwal dobiega końca.
Podczas święta głównymi ulicami Tarija przechodzą kolorowe procesje, które zatrzymują się w katedrze św. Bernarda oraz w kilku innych kościołach i szpitalach na terenie miasta. Świątynie i drogi są z tej okazji dekorowane przez mieszkańców, organizowane są także towarzyszące wydarzenia sportowe i kulturalne. Ubrani w barwne kostiumy wierni poprzez modlitwę, taniec i muzykę dziękują za łaski otrzymane za wstawiennictwem św. Rocha. Tańczący mężczyźni nazywani są chunchos. Towarzyszą im alféreces – kobiety niosące kij udekorowany kolorowymi chusteczkami. Innymi postaciami biorącymi udział w festiwalu są instrumentaliści – cañeros, tamboreros, quenilleros i camacheñeros. Obchody kończą się symbolicznym „zamknięciem” św. Rocha w przedsionku kościoła pod jego wezwaniem, gdzie uczestnicy wydarzenia żegnają swojego patrona.
W przygotowaniu święta udział bierze cała społeczność miasta, w tym katoliccy duchowni, lokalny samorząd, szkoły muzyczne, rzemieślnicy wytwarzający instrumenty muzyczne i okolicznościowe stroje oraz osoby przygotowujące tradycyjne potrawy serwowane podczas festiwalu, takie jak blanszowane empanady czy rosquetes (rodzaj pączków).